# Lambdabaryon
Lambdabaryon (även Λ-baryon) är en typ av baryon som består av tre olika kvarkar: en uppkvark (u), en nerkvark (d) och ytterligare en kvark som endera kan vara en särkvark (s), charmkvark (c), bottenkvark (b) eller toppkvark (t). Lambdabayronerna har endera +1 elementarladdning eller är neutrala.
Beteckningar för de fyra lambda baryonerna, baserat på de ingående kvarkarna, är uds = Λ0, udc = Λ+c, udb = Λ0b och udt = Λ+t.
Lambdabaryonen Λ0 upptäcktes i oktober 1950 av V.D. Hopper och S. Biswas vid University of Melbourne, som en neutral partikel med en proton som nedbrytningsprodukt.
Lambdabaryonen med en toppkvark, Λ+t, förväntas inte kunna observeras eftersom standardmodellen förutspår toppkvarkars medellivslängd till ungefär 5×10−25 s, vilket är ungefär en tjugondel av tidsskalan för den starka växelverkan som bidrar till att bilda baryoner (och övriga hadroner).